# Dhat El Emad Towers

Das Central Business District in Tripolis

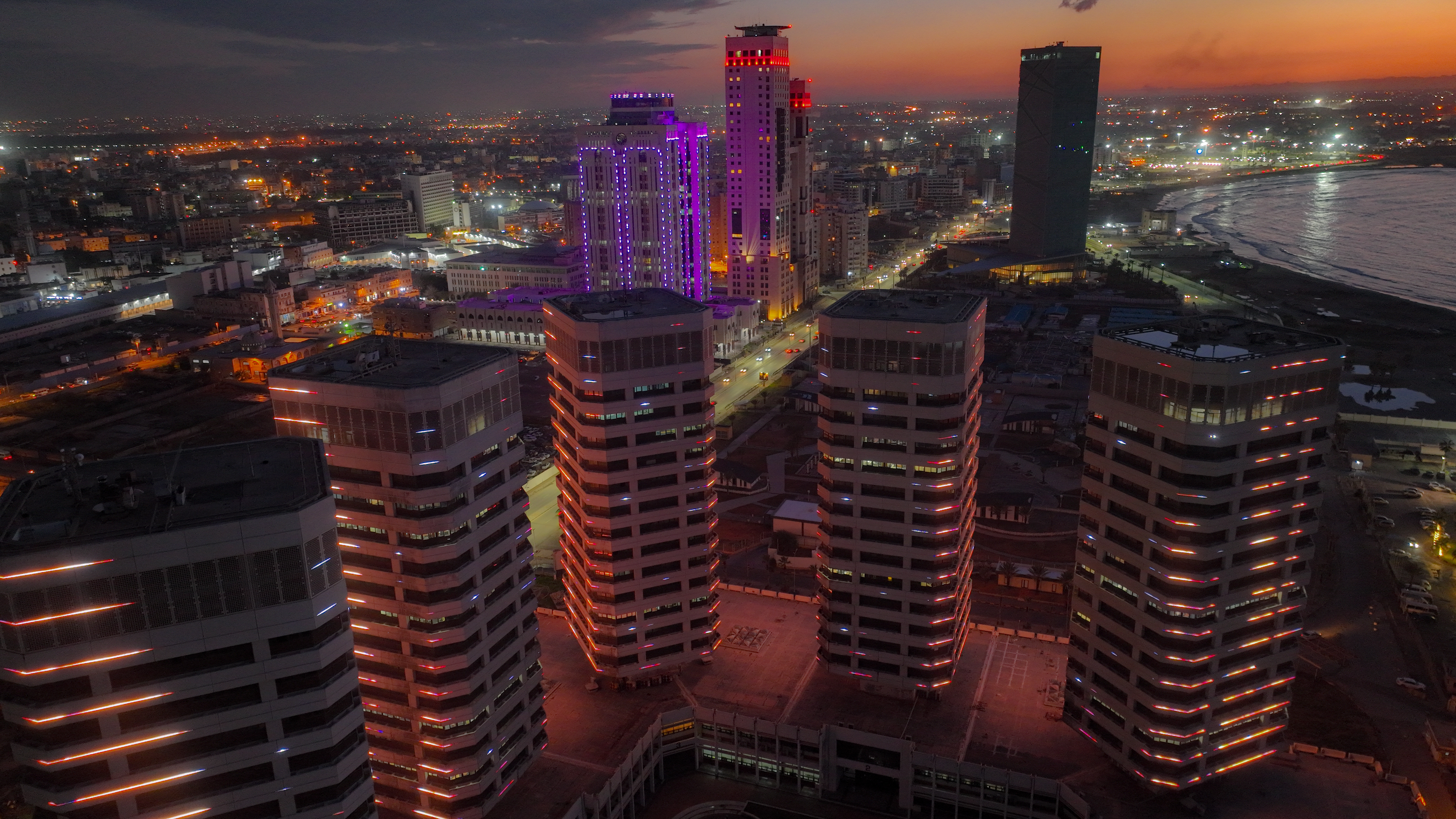

Die That El Emad Towers (arabisch مجمع ذات العماد, DMG Muǧammaʿ Ḏāt al-ʿImād) sind ein Komplex aus fünf Hochhäusern in Tripolis, Libyen. Sie befinden sich im innerstädtischen El Saddi District nahe der Altstadt und dem heutigen „Platz der Märtyrer“, welcher zu Zeiten der Herrschaft von Muammar al-Gaddafi „Grüner Platz“ hieß. Die Bauphase dauerte von 1984 bis 1990, wobei die Gebäude von einer italienischen Firma errichtet worden sind. Erwähnenswert ist der Seeblick der 18 Stockwerke umfassenden Gebäude.